# La Vista
La Vista è una città della contea di Sarpy, Nebraska, Stati Uniti. La popolazione era di 15.758 abitanti al censimento del 2010. La città fu incorporata il 23 febbraio 1960.
La Vista è un sobborgo di Omaha. Confina con le città di Omaha e Ralston a nord, Papillion a sud, Bellevue a est e con la Interstate 80 a ovest. La Vista è la terza città più grande della contea di Sarpy, dopo Bellevue e Papillion, il capoluogo della contea.

## Geografia fisica
Secondo lo United States Census Bureau, ha un'area totale di 4,28 mi² (11,09 km²).

## Storia
La Vista iniziò ad esistere nel 1959 quando fu costruita da uno sviluppatore di proprietà.

## Società

### Evoluzione demografica
Secondo il censimento del 2010, la popolazione era di 15.758 abitanti.

### Etnie e minoranze straniere
Secondo il censimento del 2010, la composizione etnica della città era formata dall'86,9% di bianchi, il 3,9% di afroamericani, lo 0,4% di nativi americani, il 3,2% di asiatici, lo 0,1% di oceanici, il 2,6% di altre razze, e il 2,8% di due o più etnie. Ispanici o latinos di qualunque razza erano il 6,5% della popolazione.